# Drago greco

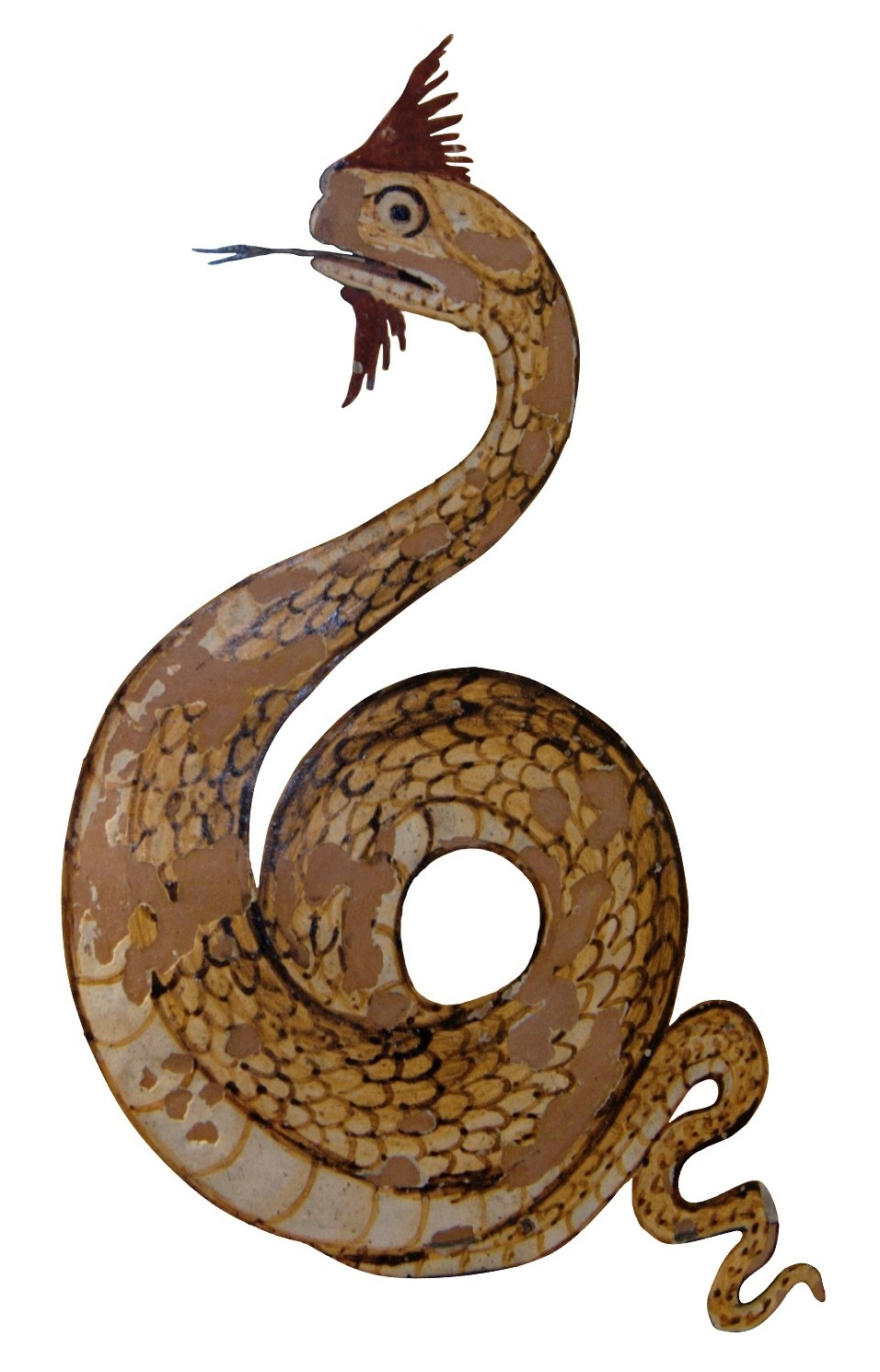
Il drago ismeneo, da un vaso greco trovato in Sant'Agata de' Goti (Campania), risalente a 350–340 a.C.

I draghi greci (in greco antico: δράκων?, drákōn, dal verbo δέρκομαι dérkomai, "guardare attentamente", probabilmente per le credenze popolari sullo sguardo paralizzante del serpente) sono creature leggendarie serpentiformi ricorrenti nella mitologia greca, dove talvolta giocano un grande ruolo. Alcuni autori parlano di drakaina (δράκαινα) per designare le femmine di drago, ad esempio nella storia di Pitone contenuta negli inni omerici dedicati a Febo.

## Descrizioni
A differenza dell'iconologia dei draghi medievali, alla quale sono stati assimilati e paragonati, presentano principalmente fattezze serpentiformi, raramente con ali e zampe.
Gli antichi testi si riferiscono ai drakon come a dei grandi serpenti, alcuni dei quali con favolosi attributi: un respiro velenoso, molte teste, ecc. altre volte questi dragoni sono stati designati nei testi antichi semplicemente con il nome di óphis (ὄφις, "serpente"). Così nella Teogonia di Esiodo, il drago Ladone è designato dalla parafrasi δεινὸν ὄφιν, "il terribile serpente".
Queste creature mostruose sono spesso poste dagli Dèi a protezione di tesori e/o luoghi sacri, come descritto nelle fonti greche che utilizzano il termine drákōn per riferirsi sia a serpenti di grossa taglia sia a questi mitici draghi custodi. Questo doppio significato evidenzia così il ruolo di sorveglianti e custodi che gli vengono attribuiti.

## Elenco dei draghi greci

### Ladone
Ladone sorvegliava le mele d'oro attorcigliato attorno all'albero nel giardino delle Esperidi nella Libia nord-occidentale, probabilmente nel moderno Marocco. Veniva anche descritto con un centinaio di teste. Fu ucciso da Eracle. Dopo pochi anni, gli Argonauti passarono nello stesso punto, durante il viaggio di ritorno sotterraneo dalla Colchide al lato opposto del mondo, e avvertirono il lamento dell'Aquila del Caucaso (Æthonem aquilam: Igino Fabulae), per gli spasmi dell'uccisione di Ladone che ancora non erano cessati (Argonautiche, libro IV). È associato con la costellazione Draco.
Ladone è affibbiato da diverse miti arcaici a varie ascendenze, quali quella di «Ceto, unitasi in amore con Forco» (Esiodo, Teogonia, 333) o di Tifone, che era lui stesso un drago-serpente dalla vita in giù, ed Echidna (Biblioteca 2.113; Igino, prefazione a Fabulae), oppure dalla sola Gaia, o anche, nella sua manifestazione olimpica, da Era, dato che «il Drago che custodiva le mele d'oro è stato il fratello del leone Nemeo» asserito da Tolomeo Efestione in una sua opera andata perduta (Storia nuova), ma sintetizzata nella Biblioteca di Fozio.

### Idra di Lerna

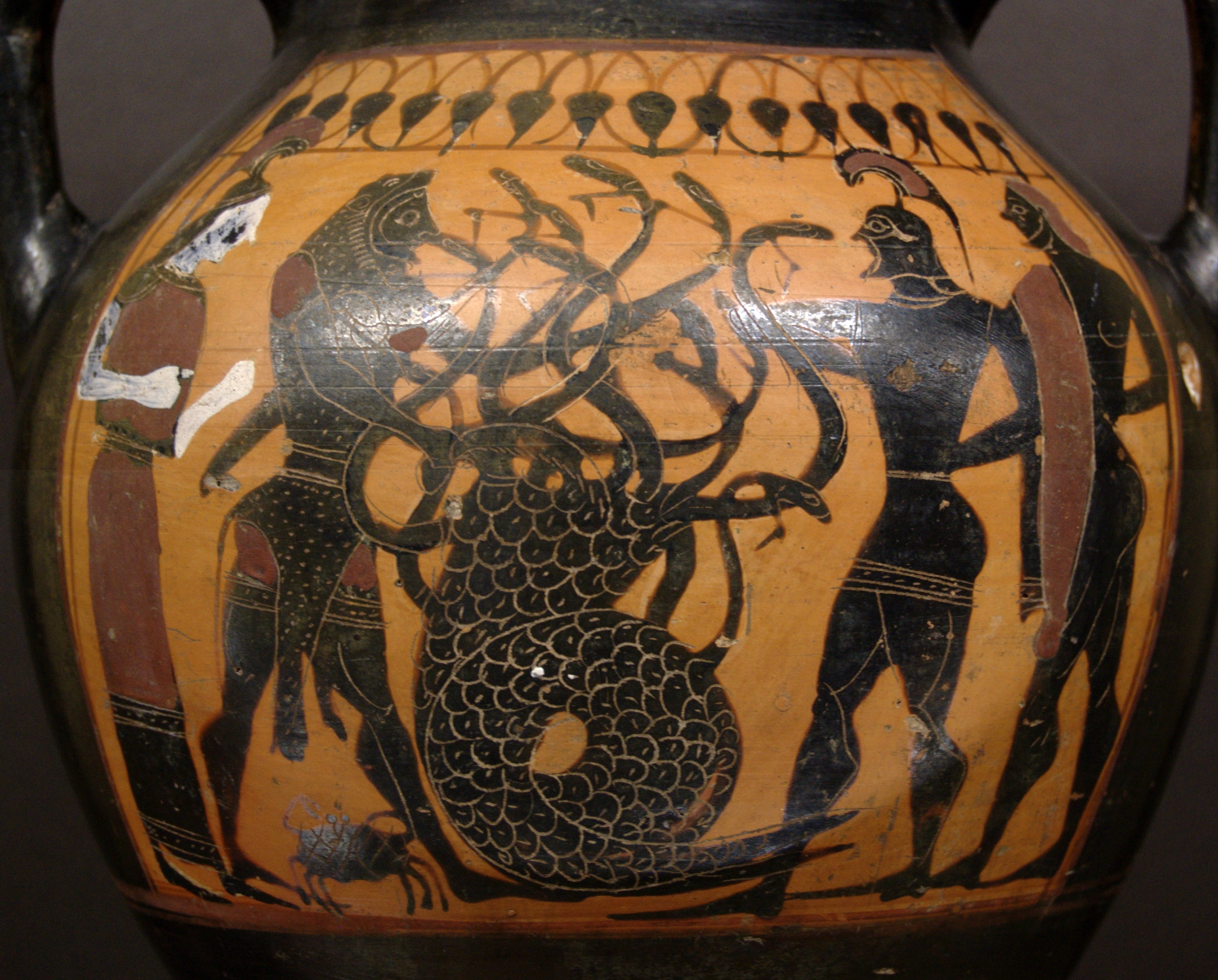
Eracle e l'Idra di Lerna, anfora attica a figure nere, ca. 540-530 a.C. (museo del Louvre).

L'Idra di Lerna, figlia di Tifone ed Echidna, era un drago-fluviale, conosciuta oltreché per le sue emanazioni velenose dal respiro, dal sangue e dalle zanne, anche per il numero dei suoi capi, da cinque a cento, anche se la maggior parte delle fonti la ritraggono con un numero di teste che inizialmente va da sette a nove all'incirca, poi per ogni testa tagliata, una o più d'una ricrescevano di nuovo al posto di quella mozzata (Diodoro di Sicilia; Ovidio, Metamorfosi). Tra le sue teste una sola aveva la caratteristica di essere immortale rimanendo in vita anche se fosse elisa dal corpo. Alcuni resoconti sostengono che il capo immortale fosse fatto d'oro. Visse in una palude nei pressi di Lerna e spesso terrorizzò la gente del paese fino a quando fu sconfitta da Eracle, che compiendo una delle sue fatiche, recise tutte le teste dell'Idra, aiutato del nipote Iolao, che ripassava i monconi con un tizzone ardente per prevenire eventuali ricrescite di nuove teste. Era provò a inviare un granchio gigante per distrarre Eracle, ma egli lo schiacciò semplicemente sotto il suo piede. In seguito Era lo pose nel firmamento come costellazione del Cancro. Dopo aver ucciso il serpente, Eracle seppellì la testa immortale sotto una roccia e immerse le sue frecce nel sangue della creatura per renderle fatali contro i suoi nemici. In una versione, le frecce avvelenate si sarebbero dimostrate la rovina del suo maestro centauro Chirone, poi collocato nei cieli come la costellazione Centaurus.

### Pitone

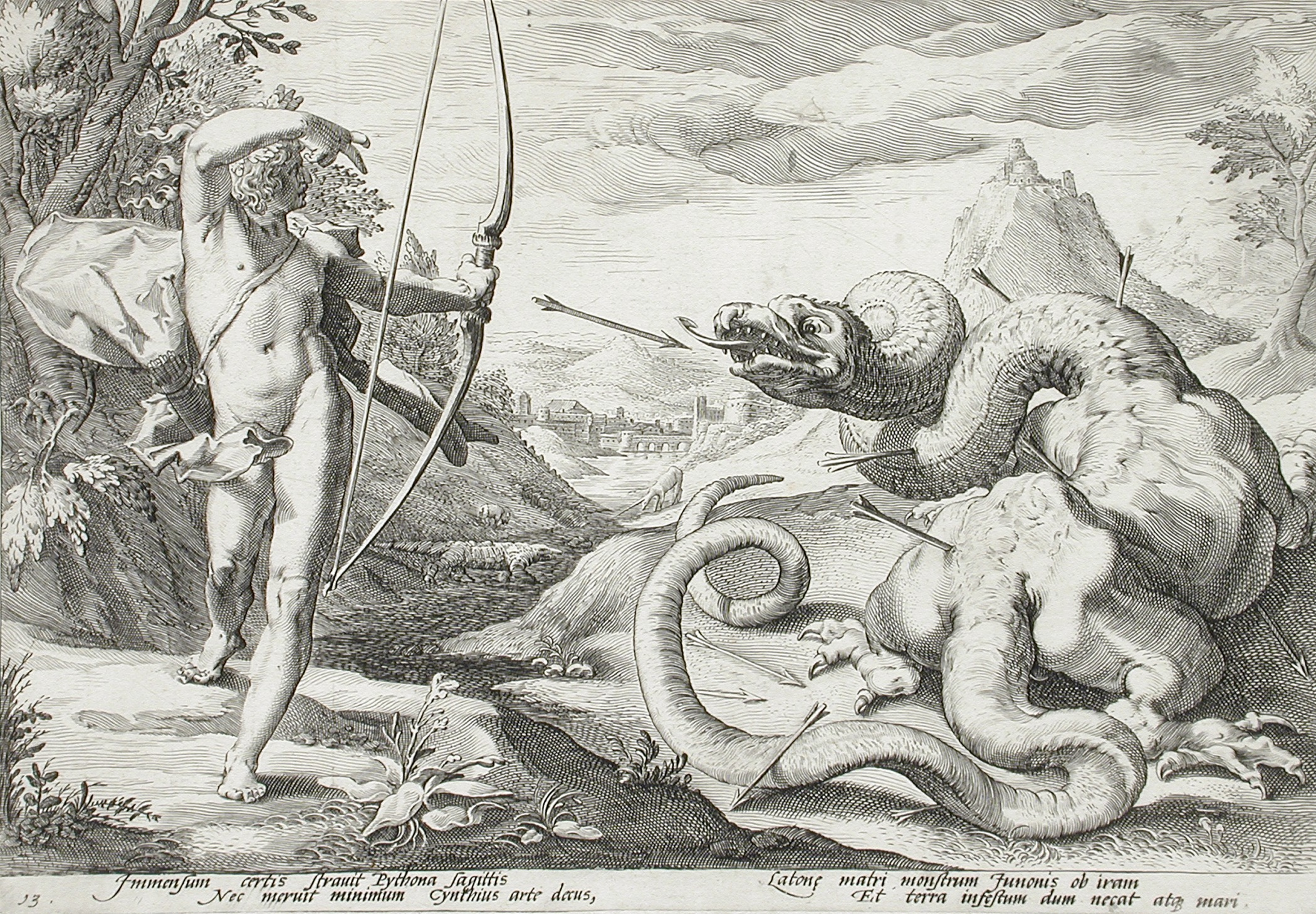
Illustrazione di un'edizione cinquecentesca delle Metamorfosi di Ovidio (depositata al LACMA), raffigurante Apollo che si scontra con Pitone.

Nella mitologia greca Pitone era il dragone terreo che sorvegliava Delfi, da sempre rappresentato nelle pitture vascolari e da scultori come serpente. Miti diversificati ritraggono Pitone di volta in volta o come un maschio o una femmina (drakaina). Pitone era il nemico ctonio di Apollo, che uccise per rimpossessarsi del suo oracolo, il più celebre in Grecia.
Sono narrate varie versioni della nascita di Pitone e della sua morte per mano di Apollo; nel primo inno omerico ad Apollo, oltre al dettaglio della lotta del Dio celeste con il serpente. La versione riportata da Igino sostiene che quando Zeus concepì con la dea Leto, Artemide e Apollo, Era inviò Pitone per perseguitarla ovunque si fosse recata, così facendo il sole, che era portato da Apollo, splendeva sempre ogni giorno circolando a causa della fuga. Quando Apollo crebbe decise di sconfiggere la sua nemesi, facendosi strada verso il Parnaso dove il dragone dimorava, incoraggiato da un oracolo di Gaia a Delfi, penetrò attraverso il recinto sacro e lo/la uccise con le sue frecce accanto alla fessura della roccia dove la sacerdotessa sedeva sul suo cavalletto. La sacerdotessa dell'Oracolo venne poi intesa come Pizia, dal toponimo Pito, a causa della putrefazione (πύθειν) del corpo del serpente dopo che era stato ucciso.

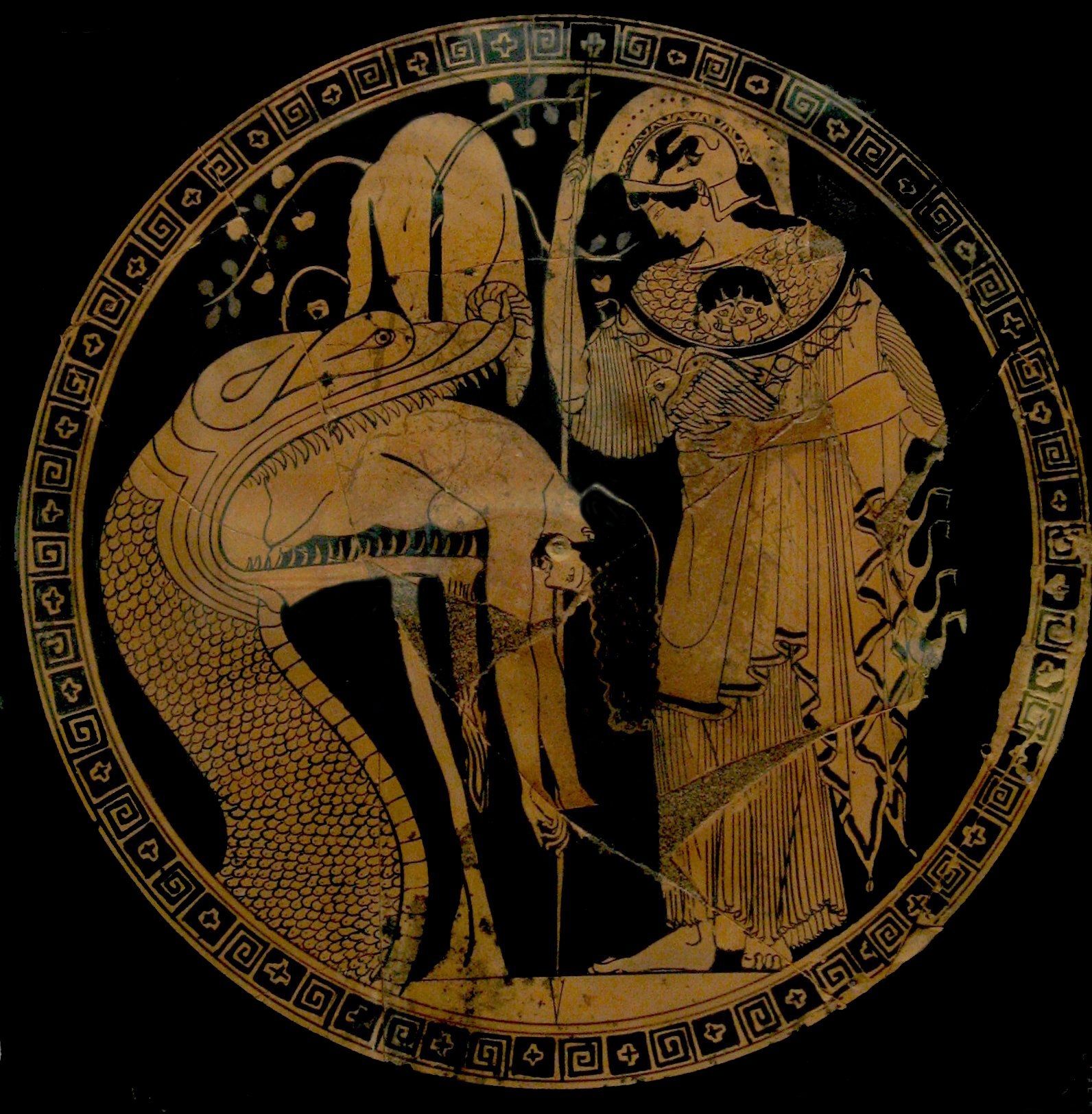
Giasone mentre vien rigurgitato dal Dragone della Colchide (Musei Vaticani), opera di Duride.

### Drago della Colchide
Il drago della Colchide (in georgiano კოლხური დრაკონი?), figlio di Tifone ed Echidna, custodisce il vello d'oro. Gli fu ordinato di non riposare mai per non abbassare la vigilanza. Secondo Ovidio (Metamorfosi) il mostro aveva una cresta e tre lingue. Quando Giasone partì per recuperare il Vello, la strega Medea gli consigliò di far addormentare il dragone con la sua magia e con un siero soporifero, ma anche di utilizzare il talento musicale di Orfeo per assopirlo con la sua lira. In seguito, Medea lo mise tra i suoi draghi da traino per il carro.

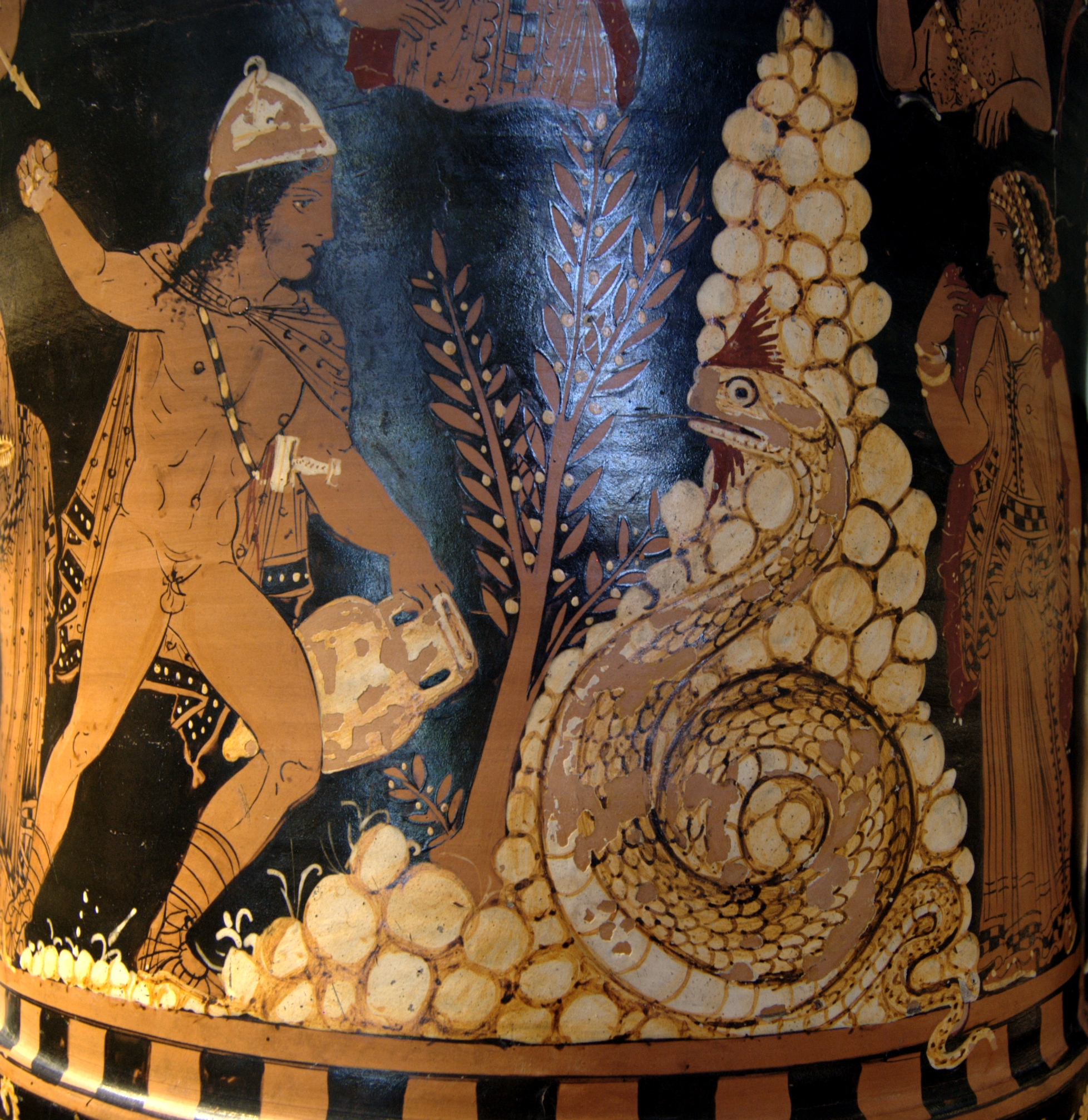
Cadmo e il Drago, particolare di un cratere a figure rosse esposto al Louvre.

### Drago Ismeneo
Il drago ismeneo, o ismenio, cioè della terra della ninfa Ismene (figlia di Asopo), nei pressi di Tebe, è stato ucciso da Cadmo. Figlio di Ares, in seguito il dio della guerra tramutò l'eroe che lo uccise in un serpente.